# Walt Whitman Rostow

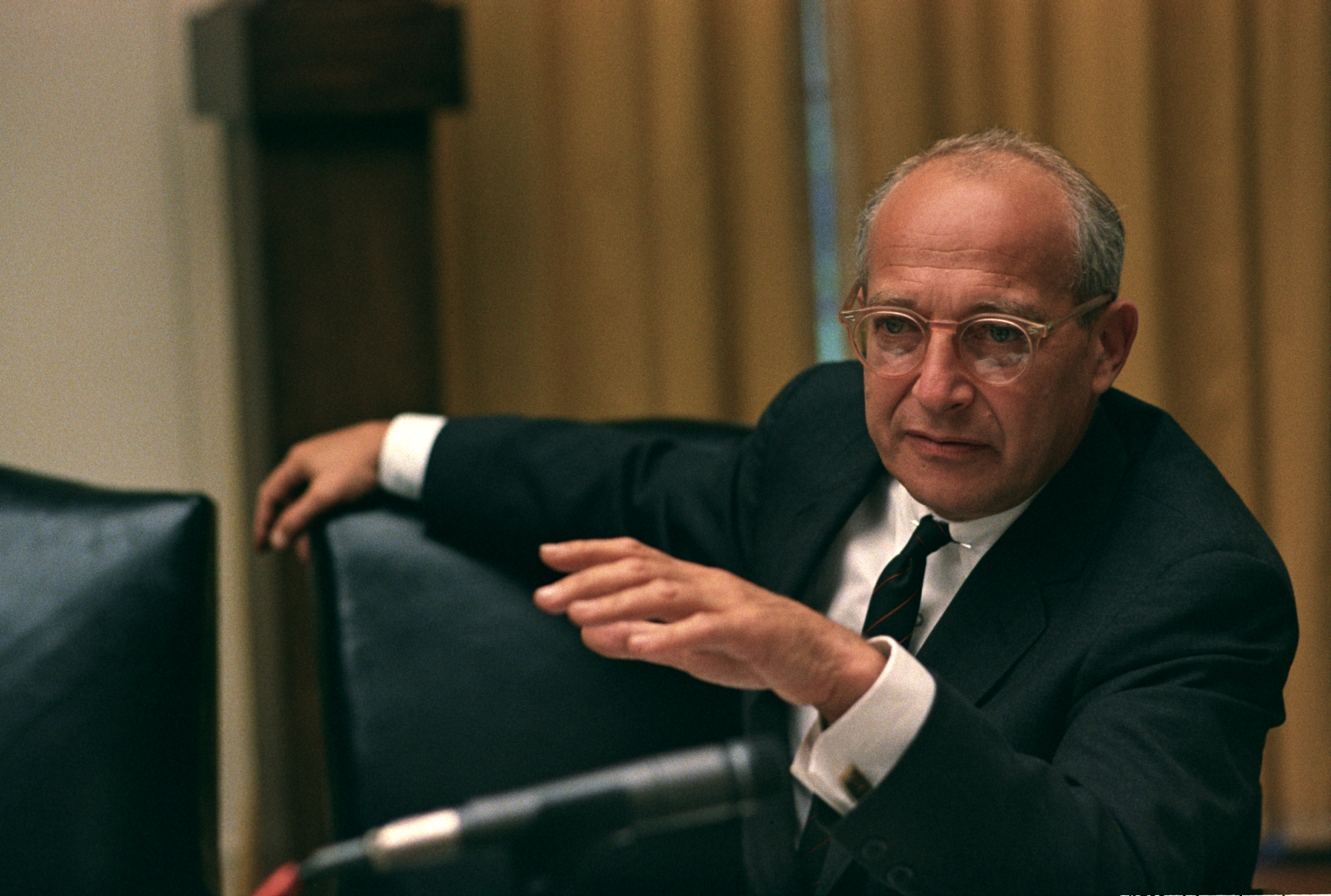
Walt Rostow (1968)

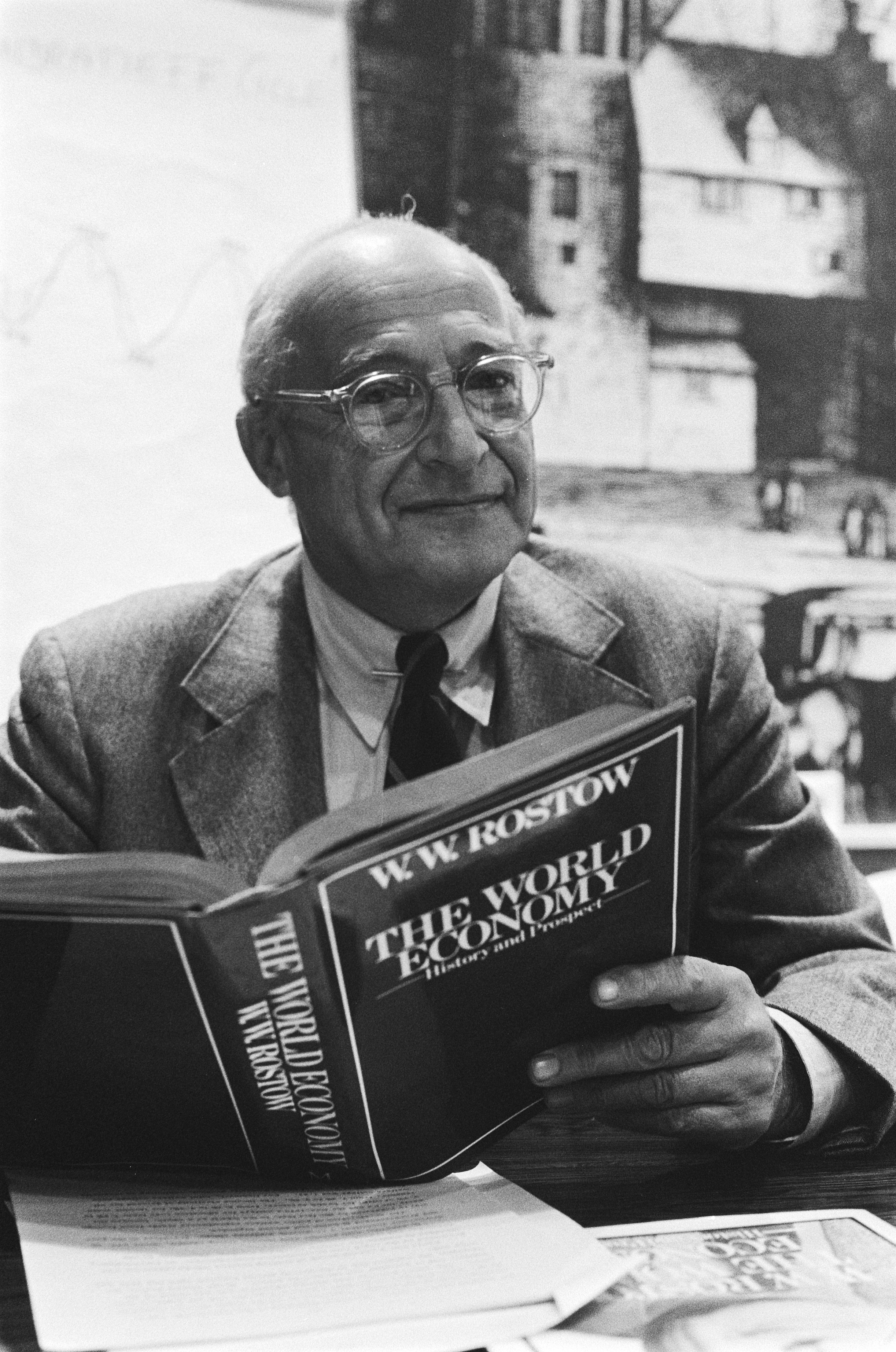
Rostow in Nederland (1978)

Walt Whitman Rostow, ook bekend als Walt Rostow of W.W. Rostow (7 oktober 1916 – 13 februari 2003) was een Amerikaans economisch-historicus, politicoloog, hoogleraar en adviseur van de Democratische Partij. Hij was de onder-Nationaal Veiligheidsadviseur van president John F. Kennedy in 1961 en vervolgens een top-adviseur voor presidenten Kennedy en Johnson van 1961 tot 1966. Van 1966 tot 1969 was hij de Nationaal Veiligheidsadviseur onder president Lyndon B. Johnson. 

## Jeugd
Walt Whitman Rostow werd geboren op 7 oktober 1916 in New York, een zoon van Russisch-joodse immigrantenouders. Hij werd vernoemd naar de dichter Walt Whitman. Hij had een oudere broer, Eugene Victor, vernoemd naar de socialistische politicus Eugene Victor Debs, en een jongere broer, Ralph Waldo, naar essayist Ralph Waldo Emerson. Op 19-jarige leeftijd studeerde hij af aan Yale, in de Tweede Wereldoorlog klom hij op tot de rang van majoor bij de buitenlandse inlichtingendienst Office of Strategic Services. Na de oorlog richtte hij zich op de economie en werd hij adviseur van politici.

## Economische en politieke carrière
Van 1950 tot 1961 was hij hoogleraar economische geschiedenis aan Massachusetts Institute of Technology en ook een medewerker van het Centrum voor Internationale Studies dat een relatie met de Amerikaanse Central Intelligence Agency (CIA) onderhield. Hij deed toen al enig advieswerk voor de regering van Eisenhower en werd in 1958 beleidsadviseur van Kennedy, toen nog senator uit Massachusetts.
Begin jaren zestig werd zijn politieke rol groter. Hij was een groot voorstander van militaire interventie in Zuidoost-Azië, eerst als ambtenaar van het Witte Huis en het ministerie van Buitenlandse Zaken in de regering-Kennedy en vervolgens als de nationale veiligheidsadviseur van Johnson op het hoogtepunt van de Vietnamoorlog.
In zijn boek The Stages of Economic Growth: A Non-Communist Manifesto, de subtitel was niet zonder reden gekozen, beschreef hij een economisch proces van ontwikkeling. Kern van zijn fasentheorie is dat ieder land eenzelfde ontwikkeling zal doormaken, alleen sommige landen wat eerder dan andere. Daarmee deed Rostov de suggestie aan ontwikkelingslanden om tijdens de Koude Oorlog bij het Westerse blok te blijven, dan zou de welvaart vanzelf komen. De “take-off” fase was het meest essentieel om een snelgroeiende economie te bereiken. De Verenigde Staten zou dit moderniseringsproces moeten faciliteren met alle diplomatieke of militaire middelen om zo mede een einde te maken aan de infiltratie van de guerrilla die tot een communistische machtsovername zou kunnen leiden. Zijn werk wijkt af van de centrum-periferie modellen zoals de wereld-systeemtheorie van Wallerstein.
In 1968 was de Amerikaanse publieke opinie duidelijk gekeerd tegen de Vietnamoorlog. Rostow raakte steeds meer politiek geïsoleerd en hij werd steeds minder populair. Hij verliet Washington en verhuisde naar Austin (Texas). In 1991 richtten hij en zijn vrouw en nog enkele anderen het Austin Project op. Met dit project boden zij van allerlei diensten aan, waaronder onderwijs, om kinderen en jongeren uit kansarme gezinnen een betere toekomst te kunnen geven.
Rostow overleed op 13 februari 2003 en liet zijn vrouw, een dochter en een zoon achter.

## Boeken
Rostow heeft meer dan 30 boeken geschreven, hieronder een selectie:
- The Dynamics of Soviet Society, Norton and Co. (1953)
- Growth and Fluctuations in the British Economy, 1790–1850: An Historical, Statistical, and Theoretical Study of Britain's Economic Development, met Arthur Gayer en Anna Schwartz (1953) ISBN 0064923444
- The prospects for Communist China (1954)
- The" United States in the World Arena: An Essay in Recent History (1960)
- The Stages of Economic Growth: A non-communist manifesto (1960) ISBN 9780521409285
- Politics and the stages of growth (1971) ISBN 0521081971
- The World Economy: History and prospect (1978) ISBN 0292790082
- Why the Poor Get Richer and the Rich Slow Down: Essays in the Marshallian long period (1980) ISBN 0292730128
- The Great Population Spike And After (1998) ISBN 9780195116915
- Concept And Controversy: Sixty Years Of Taking Ideas To Market (2002) ISBN 9780292726192